# Ludwig von der Tann-Rathsamhausen
Ludwig Samson Heinrich Arthur von der Tann-Rathsamhausen (18. červen 1815 Darmstadt – 26. duben 1881 Meran) byl bavorský generál pěchoty účastnící se prusko-rakouské a prusko-francouzské války.

## Život
Byl synem Heinricha Friedricha von der Tann a Sophie von Rathsamhausen, poslední z rodu Rathsamhausenů. Matčino příjmení přijal, spolu se svými bratry Rudolfem a Hugem dne 21. května 1868 v Bergu.
V roce 1848 s vpuknutím první šlesvicko-holštýnské války odešel jako major bojovat proti Dánům do Šlesvicka. Zde se vyznamenal jako velitel dobrovolnických sborů z Hamburku, Magdeburku a Kielu. V roce 1849 se stal náčelníkem štábu divize pod velením prince Eduarda Sasko-Altenburského a v červenci 1850 již v hodnosti plukovníka náčelníkem štábu generála Karla Wilhelma von Willisen, vrchního velitele šlesvicko-holštýnské armády.
Po svém návratu do Bavorska se stal adjutantem krále Maxmiliána II. Dne 31. března 1855 byl povýšen na generálmajora, dne 1. ledna 1860 na generál adjutanta a 25. února 1861 na generálporučíka, přičemž byl jmenován hlavním komandantem v Augsburgu a poté v Mnichově. Roku 1864 se zúčastnil jako pozorovatel německého útoku proti dánským pozicím u Dybbølu za druhé války o Šlesvicko-Holštýnsko.
Dne 21. května 1866 obsadil post náčelníka generálního štábu prince Karla Bavorského, vrchního velitele jihoněmeckého kontingentu. S vypuknutím prusko-rakouské války uzavřel s rakouskými veliteli dohodu o společných válečných operacích. Von der Tann se stavěl proti této válce z mnoha důvodů, částečně proto, že podrobně znal síly a slabiny jednotlivých armád, částečně také proto, že ze zásady odmítal tuto "bratrovražednou" válku. Nešťastný průběh bavorské válečné účasti v červenci 1866 byl bavorským tiskem přičítán právě jemu. Těmto útokům se bránil během žaloby na Volksboten.
Dne 28. dubna 1867 byl jmenován majitelem 11. pěšího pluku. Von der Tann zůstal i přes kritiku tisku generál adjutantem krále a divizním velitelem, než byl 8. ledna 1869 jmenován generálem pěchoty a velícím generálem I. královského bavorského armádního sboru. V jeho čele bojoval v roce 1870 s vyznamenáním v bitvě u Wörthu, Beaumontu a Sedanu, ve které vedl útok proti Bazeilles. Za své rozvážné a energické velení obdržel komandérský kříž Vojenského řádu Maxe Josefa. Počátkem října 1870 obdržel vrchní velení nad jedním armádním oddílem, který byl sestaven z jeho I. sboru, 22. pruské pěší a 1. a 4. jezdecké divize. S touto jednotkou obsadil 10. října město Artenay, za což obdržel 22. prosince velkokříž Vojenského řádu Maxe Josefa. Dne 9. listopadu se musel po bitvě u Coulmiers stáhnout před francouzskou přesilou. Bojoval ve dnech 2. až 10. prosince pod velkovévodou Fridrichem Františkem II. Meklenbursko-Zvěřínským v bitvě u Orléans.
Po vítězství ve válce se vrátil do vlasti jako válečný hrdina a získal nejvyšší vyznamenání jak v Bavorsku, tak i v Prusku. Stal se rytířem Johanitů a od 22. srpna 1876 velkokancléřem Vojenského řádu Maxe Josefa. Na jeho počest byl pojmenován první německý bitevní křižník SMS Von der Tann.